# 浦上浩生
浦上 浩生（うらかみ ひろき、1989年12月14日 - ）は、愛知県出身のフットサル選手。ポジションはアラ。足の速さやフィジカルの強さが持ち味。

## 経歴
高校年代では愛工大名電高校サッカー部に所属。愛知ニューウェーブスでフットサルをはじめ、2011年から2012年にはフットサル愛知県選抜のキャプテンを務めた。

### 名古屋オーシャンズ
その後名古屋オーシャンズサテライトに加入し、2013年度には東海フットサルリーグのベスト5に選出された。2013-14シーズンには八木聖人とともにサテライトのキャプテンを務めている。2014年3月には八木とともにトップチーム昇格が発表された。

### 湘南ベルマーレ
2014-15シーズン途中の2014年10月1日、湘南ベルマーレへの移籍が発表された。湘南ではシーズン終盤戦に持ち味を発揮するようになり、2014-15シーズンは20試合出場5得点。2015年には湘南のキャプテンに就任した。2020年まで5シーズンにわたってキャプテンを務め、2020-21シーズンには副キャプテンを務めた。
2022年3月、契約満了で湘南ベルマーレを退団した。

## 所属クラブ

### サッカー
- 2005-2007 愛工大名電高等学校

### フットサル
- 愛知ニューウェーブス
- フェルベリーノ
- ????-2014 名古屋オーシャンズサテライト（東海リーグ）
- 2014 名古屋オーシャンズ（Fリーグ）
- 2014-2022 湘南ベルマーレ（Fリーグ）

## 代表歴
- U-23愛知県選抜
- 愛知県選抜（主将）

## 個人成績
| 国内大会個人成績 | 国内大会個人成績 | 国内大会個人成績 | 国内大会個人成績 | 国内大会個人成績 | 国内大会個人成績 | 国内大会個人成績 | 国内大会個人成績 | 国内大会個人成績 | 国内大会個人成績 | 国内大会個人成績 | 国内大会個人成績 |
| 年度             | クラブ           | 背番号           | リーグ           | リーグ戦         | リーグ戦         | リーグ杯         | リーグ杯         | オープン杯       | オープン杯       | 期間通算         | 期間通算         |
| 年度             | クラブ           | 背番号           | リーグ           | 出場             | 得点             | 出場             | 得点             | 出場             | 得点             | 出場             | 得点             |
| 日本             | 日本             | 日本             | 日本             | リーグ戦         | リーグ戦         | オーシャン杯     | オーシャン杯     | 全日本選手権     | 全日本選手権     | 期間通算         | 期間通算         |
| ---------------- | ---------------- | ---------------- | ---------------- | ---------------- | ---------------- | ---------------- | ---------------- | ---------------- | ---------------- | ---------------- | ---------------- |
| 2014-15          | 名古屋           | 18               | Fリーグ          | ??               | ?                |                  |                  |                  |                  |                  |                  |
| 2014-15          | 湘南             | 21               | Fリーグ          | 20               | 5                |                  |                  |                  |                  |                  |                  |
| 2015-16          | 湘南             | 21               | Fリーグ          |                  |                  |                  |                  |                  |                  |                  |                  |
| 通算             | 日本             | 日本             | Fリーグ          |                  |                  |                  |                  |                  |                  |                  |                  |
| 通算             | 日本             |                  |                  |                  |                  |                  |                  |                  |                  |                  |                  |
| 総通算           |                  |                  |                  |                  |                  |                  |                  |                  |                  |                  |                  |